# Sacrilege (píseň)
„Sacrilege“ je první singl z v pořadí již čtvrtého studiového alba americké indie rockové kapely Yeah Yeah Yeahs nazvaného Mosquito, který byl vydán 25. února 2013. Skladba byla nahrána ve studiích Sonic Ranch ve městě Tornillo, v Texasu, a produkována byla pány Davidem Sitekem a Nickem Launayem.

## Vystoupení
Skupina se skladbou „Sacrilege“ vystoupila 5. dubna 2013 ve známé americké Pozdní show s Davidem Lettermanem, kde ji doplnil gospelový sbor Broadway Inspirational Voices.

## Přijetí kritikou
26. února 2013 byla píseň „Sacrilege“ jmenována „Best New Music“ (Nejlepší novinka) serverem Pitchfork Media. Recenzent Dan Martinson ve své pozitivní kritice napsal: „Karen O se zamiluje do anděla padajícího z nebe za neustálého řinčení Chaseových cymbálů a Zinnerovy kytary evokující skladbu "Gimme Shelter“, v pozadí s přehnaným gospelovým chórem."

## Hudební videoklip
Hudební video, které mělo premiéru 26. března 2013, bylo režírované francouzskou režisérskou skupinou Megaforce. Ve videoklipu si zahrála britská modelka/filantropistka Lily Cole. Videoklip se skládá z chronologicky obráceného sledu událostí, které vedly skupinu lidí k zastřelení muže a upálení ženy zaživa. Kapela se ve videu tentokrát neobjevila.

## Seznam skladeb
| Digitální stažení | Digitální stažení | Digitální stažení |
| Pořadí            | Název             | Délka             |
| ----------------- | ----------------- | ----------------- |
| 1.                | Sacrilege         | 3:50              |

| 7" červená vinylová deska | 7" červená vinylová deska    | 7" červená vinylová deska |
| Pořadí                    | Název                        | Délka                     |
| ------------------------- | ---------------------------- | ------------------------- |
| 1.                        | Sacrilege                    | 3:50                      |
| 2.                        | Mosquito (Live from Area 52) | 3:24                      |

## Hitparády
| Hitparády (2013)                     | Nejvyšší pozice |
| ------------------------------------ | --------------- |
| UK Singles (Official Charts Company) | 172             |
| US Billboard Alternative Songs       | 33              |
| US Billboard Rock Songs              | 49              |
| US Billboard Rock Digital Songs      | 50              |